# 大石スク
大石 スク（おおいし スク、1880年〈明治13年〉5月2日 - 1925年〈大正14年〉5月12日）は、日本の社会事業家。北海道札幌市で初めての保育所である札幌保育園（2018年〈平成30年〉に認定こども園に移行して「さっぽろこども園」と改称）の設立者。北海道の保育事業のさきがけとされる。

## 経歴
1880年（明治13年）、岩手県八幡村（後の花巻市）に誕生した。北海道岩内へ移転後、岩手県盛岡出身の男性と結婚し、3女1男の子宝に恵まれたが、結婚から10年後の1908年（明治41年）に、夫が35歳の若さで病死した。
スクは4人の子供の教育環境や生活環境を整えるため、1916年（大正5年）、当時繁栄していた土地として、倶知安町へ移転した。倶知安では、妻たちは家族の衣類を作るために和裁を習うことが常であり、スクは和裁に長けていたこともあって、近隣の女性たちに和裁を教え、生活費を捻出した。この場は「大石塾」「大石裁縫塾」「大石裁縫教授所」などと呼ばれた。スクはこの塾の女性たちとの交流を通じて、子育ての大変さ、仕事を持ちながら家事をこなすことの大変さ、女性に対する社会からの偏見や差別などを知った。

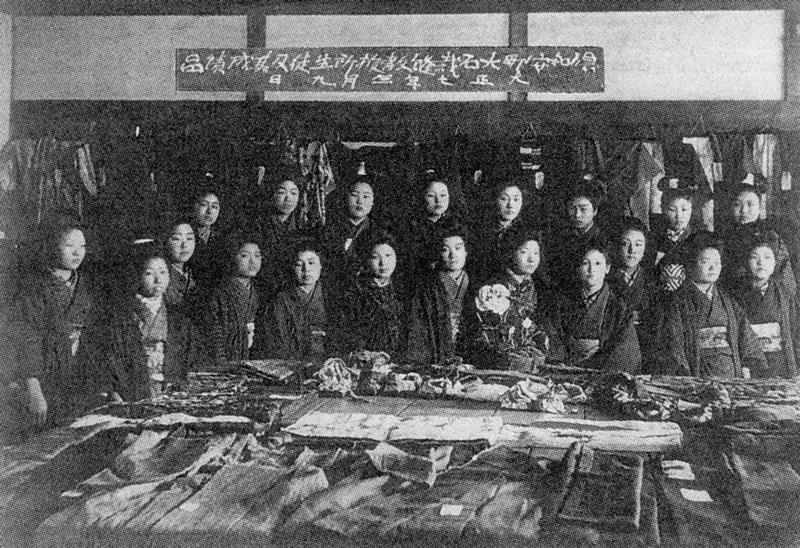
倶知安大石裁縫教授書所。前列右から4番目が大石スク。1918年（大正7年）3月。

倶知安では同時期に、女学校建立の気運が高まっていた。スクも小さいながらも裁縫塾を営む身であり、女性の自立を助けるべく、近隣にあった女学校を訪ねるなどして、学校経営の勉強を始めた。実際には建物建設の費用など金銭面、人員の確保など問題は多かったが、スクは「女性のために」との強い思いを抱いていた。1920年（大正9年）、裁縫塾を発展させて、スク念願の「倶知安裁縫学校」が設立された。

### 保育事業
この同時期、スクの長男（末子）である武司（後述）が、札幌郡（後の札幌市）の中学で寄宿生活を始めたが、彼は幼少時より病弱で虚弱体質で、何度も体調を崩した。スクは連絡を受けるたびに、片道2時間をかけて札幌を訪れた。やがて「子供を1人で札幌へ置いてはいけない」と考え始めたが、裁縫学校の事業を放置することもできず、自分のできることを自問自答し始めた。
当時の札幌には、生活のために農業などで働く女性が多かったが、そうした女性たちが働いている間に子供を安心して預けられる場所は少なかった。夫を失った後に女手一つで子供たちを育てたスクは、彼女らの辛さを痛感した。札幌へ通うたびに目にしていた、貧しい人々「サムライ部落」の存在も、子育てに関するスクの思いを強くした。こうしてスクは、「札幌で保育事業を始める」との結論に至った。
日本赤十字社の主催による児童養護講習会を受講し、賛同者や協力者を集めて資金を募るなど、準備を進めた。保育所としての建物は、少しでも安価な物件をと捜していた末に、札幌南1条に夜な夜な幽霊が現れると噂されて「お化け屋敷」の通称で呼ばれる建物があり、そこを無料で借りられることになった。この建物のある豊平町は、社会運動家の賀川豊彦が「日本中で一番の貧困街」と称したほどのドヤ街であった。

### 保育園の開園

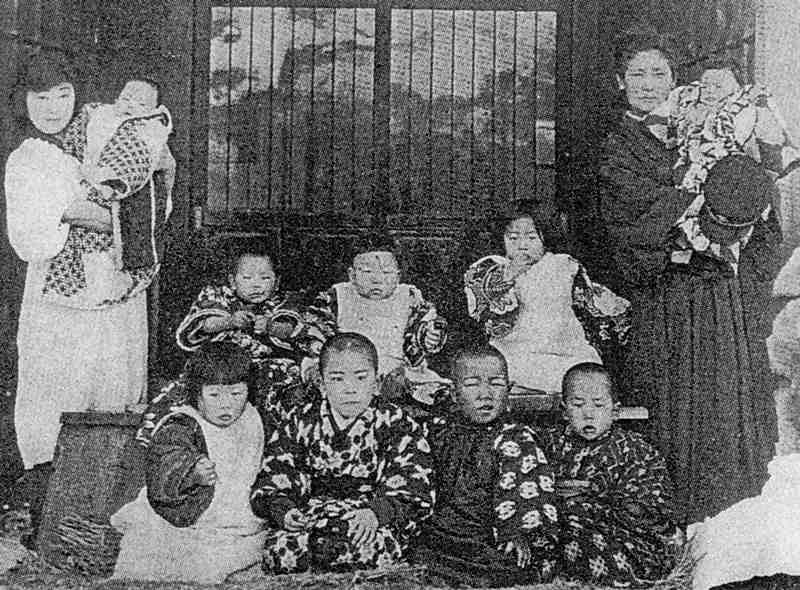
札幌保育園開園当時。右端がスク、左端が四女の妙子。1922年（大正11年）11月頃。

1922年（大正11年）11月4日、待望の札幌保育園が開園した。開園式は当時の札幌の有力者たちも集い、盛大に行われた。当時の新聞の取材に対し、スクは以下の通り述べた。
なお倶知安裁縫学校の校長職は、この時点では校長職にスクの名を留めたままであり、翌1923年（大正12年）にスクが正式に校長職を辞任した。
保育料はミルク代以外は無料とし、スクは「無料で子供を預かります」との貼り紙を、街中に貼った。ミルク代のみで子供の世話を見てくれるあって、父親が刑務所に服役中、芸者の私生児、母親が病気など、乳飲み子を含めて様々な事情での、約10人の子供を預かり、保育事業が始められた。当時の保母は、スクの他は四女の妙子（後述）だけだった。

### 保育園の移転・拡張
保育園は経営難に伴って、何度も移転を余儀なくされた。スクはそのたびに関係者を周り、保育事業の重要性を訴えた。札幌市内を奔走するスクに代り、保育はもっぱら妙子が担当した。

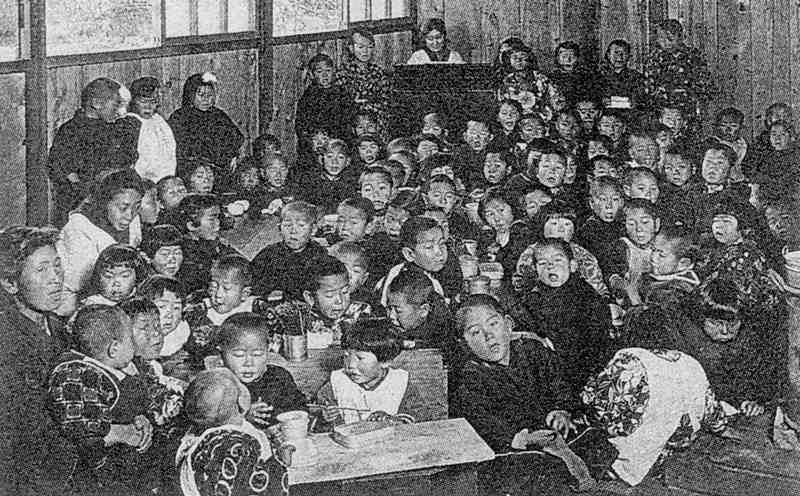
札幌保育園、2度目の移転後の園内の様子。1924年（大正13年）。

1923年（大正12年）3月、より貧民街に近い豊平町二条へ移転した。同1923年8月には、豊平町8番地に借りた建物に移転し、約30人の子供を預かった。この頃には保育事業を支援する人々も徐々に現れはじめて、後援会も結成された。北海道庁長官である土岐嘉平も、スクが官舎を訪れて支援を求めたことで、理解を示し、土岐の妻も個人的に協力を約束した。社会事業家の小池九一も、札幌保育園の開園に同席しており、スクの協力者の1人であった。
豊平町への移転後には、託児料は1日2銭、1か月50銭と定められた。親たちは「2銭学校」と呼び、子供たちに1銭硬貨2枚を握らせて通わせていた。しかし賛助会員制であり、保育料を入れる木箱に「あるとき払いのある人払い」と貼り紙があり、集金は困難を極めた。金の余裕が無く、保育料の代わりにダイコン1本を置いていく母親もいた。そればかりか、親たちは次第に「米を貸してくれ」「塩を貸してくれ」、挙句には「金を貸してくれ」と訴えた。スクは生活の苦しい人々の中で働くことを望んでいたため、保育所が経営難でも、そうした訴えに対して喜んで米や塩を貸していた。返却の当てが無かったが、スクは「常に貧しい子供たちの隣人でありたい」「働く女性のためになりたい」「本当に自分のやりたいこと、自分にしかできないことはこれだ」との持論を曲げることはなかった。

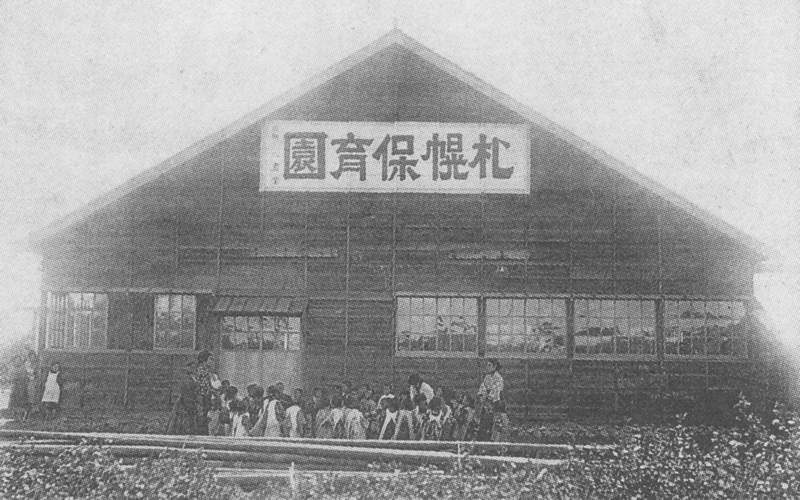
札幌保育園、3度目の移転後の園舎。1924年（大正13年）。

やがて園児の増加に伴い、園舎の新築が計画された。スクの尽力の末に、札幌市内の銀行、印刷業、経済人、学校などの協力が得られた。さらに古谷製菓の創業者である古谷辰四郎の厚意により、豊平6条の製菓工場の倉庫を無料で借り受けることができ、1924年（大正13年）8月、新園舎が完成した。
土岐嘉平夫妻、小池九一、古谷辰四郎のような協力者が増えたにもかかわらず、保育園の経営難は相変わらずであった。労働時間の長さ、仕事の過酷さなどの問題もあった。託児を朝7時から18時と定めても、共稼ぎの夫婦が多く、スクや家族が寝ている朝4時頃に子供が置かれることもあった。スクたちはやむなく玄関に鍵をかけずに開放しておき、子供を預かって、また一緒に寝床についていた。夜の20時や21時になっても、親が子供を引き取りに来ないこともあった。文字通り年中無休であり、戦後の労働基準法から見れば想像もつかないような激務であった。
それでもスクは、この仕事に自分が必要とされていること、自分が使命を全うしていること、子供を安全に育てられる環境ができたことに、満足感を覚えていた。そして、「この保育園をこの規模で維持し、もっと多くの子供たちや家族、そして働く女性の手助けをしていきたい」との思いを抱いていた。四女の妙子もまた「働いて、子供の世話をして、それでいて楽しい。こんなにいい仕事はないと思っています」と語っていた。
当時の北海道職員の1人は、100人以上の園児が賑やかに過ごす様子、スクが園児たちを優しく指導していた様子を、以下のように語った。

### 急逝
スクは生涯を保育事業に捧げていたが、その激務は確実に彼女の体を蝕んでいた。新園舎が完成したばかりの1924年（大正13年）12月20日、スクは体調不良を訴えて、北海道大学付属病院に入院した。検査の結果は子宮癌であり、入退院と手術を繰り返す身となった。入院中には専任の担当者がつくなど、特別の配慮がなされた。
翌1925年（大正14年）5月12日、6回目の手術は、腹部切開の大手術であった。スクは運搬台の上から元気に「皆さん、私は手術を受けて、すっかり治ってきます」と周囲に告げたが、結果的にはこれが最期の言葉となった。同日の手術中、スクは45歳で死去した。麻酔中に死去したため、何の苦痛も感じられない、眠るような最期だったと伝えられる。
スクは入退院と手術のたびに、自分は回復すると信じて疑うことはなかったというが、四女の妙子の証言によれば、最初の入院のときに「私は帰らないかもしれないから、あとはしっかりやって」と、跡を託されたという。
この前日の同1925年5月11日には、豊平町の家屋500戸を焼き尽くす大火災が起きており、翌12日も火災跡の煙があちこちに残る状態だったが、奇しくも札幌保育園だけは延焼を免れており、スクの遺体は保育園へと運ばれた。同1925年5月14日に、札幌保育園で告別式が行われた。参列者の中には札幌の内務部長、市助役、市議といった当時の有力者たちの姿もあった。

## 人物
四女の妙子の証言によれば、スクは40歳に近づいたころ、家族で倶知安のカトリック教会に通い始めて、同教会の神父の教えを学んでいた。キリスト教プロテスタントの慈善団体である救世軍の教会に通っていたとの説もある。死去の前夜には、スクは妙子と共に讃美歌を歌ったという。スクは夫を喪った後の生き方を模索して教会へ通ったものとみられ、キリスト教から大きな影響を受けて、それまでの生活では得ることのできなかった新たな思想、人間観、女性観を学び、保育事業へと繋がる思想の基礎が形成されたものとも推察されている。ただしキリスト教徒としての洗礼を受けることは、最期までなかった。
保育事業を始めた頃は、スクは40歳を過ぎたばかりで女ざかりといえたが、美貌を隠すかのように、当時の男性同様の元禄袖と袴姿で振る舞っていた。しかも裾が切れているような袴であった。知人の女性たちが見るに見かねて、着物や新品の袴をスクに譲っても、スクはそれを自分では着ないで、皆、川沿いの貧乏な人々に配ってしまっていた。それまでにない新事業を始めようとしていたこともあり、周囲から「気がおかしくなった」と噂され、「赤（共産主義の意）」とも言われた。またスクが市役所や道庁に私設社会事業への助成を陳情しても、役所が重い腰を上げず、そうした行政を批判したため、誰からともなく、危険思想家とも呼ばれた。
1976年（昭和51年）に札幌保育園の改築のため、老朽化した園舎を解体した際に、創設当初の資料や、古い保育の記録など、日常生活の記録が処分された。加えて、スクが保育事業に取り組んだ期間が約3年間と非常に短いこともあって、保育園創設者としてのスクを記録した第一次資料はほとんど遺されておらず、スクの人物像の解析は困難な状態に至っている。

## 家族

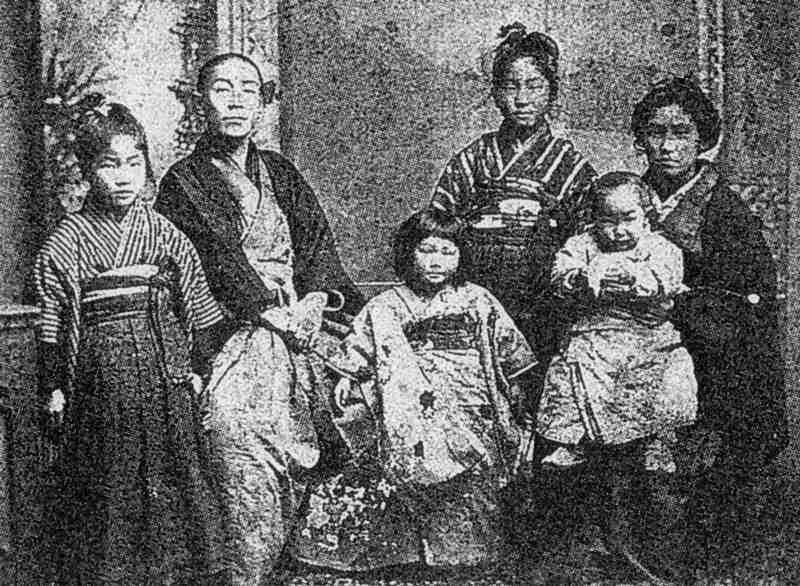
大石スクの家族。右よりスク、長男の武司、長女、四女の妙子、夫、次女。1908年（明治41年）。

- 大石 妙子（おおいし たえこ、1904年〈明治37年〉4月16日 - ?）
  - 四女。1927年（昭和2年）に苗穂に開設された分園（後に独立）の苗穂保育園の園長を務めた。弟の武司が園長を継いだ後、武司の死去に伴い再び園長を務めた。1951年（昭和26年）の3月と5月に、母子衛生功労者として札幌市長と北海道知事からの表彰を受けた。1971年（昭和46年）3月、理事会での「自立再建不能で合併もやむなし」との決定で全役員と共に退任したが[4]、詳細な事情は不明、没年も不詳である[24]。
- 大石 武司（おおいし たけし、1906年〈明治39年〉9月14日 - 1932年〈昭和7年〉8月4日）
  - 長男、末子。1927年に札幌保育園主任に就任。姉の妙子と共に苗穂の分園に尽力した後、1930年（昭和5年）に苗穂園の園長職を継いだが、父と同じく結核のために、25歳で早世した[4][24]。
- 大石 日出（おおいし ひで、1904年〈明治37年〉7月14日 - 1991〈平成3年〉年12月1日）
  - 武司の妻。1947年（昭和22年）に札幌保育園の園長に就任した。なおスクの没後は武司がまだ若年であったため、生前よりスクを支援していた北海中学校・札幌商業学校の校長である戸津高知が1925年（大正14年）6月より札幌保育園の園長を兼務しており、日出は3代目園長である[24][25]。リズム教育、紙細工、給食を取り入れるなどの活躍で話題になった[15]。1941年（昭和16年）に永年勤続者として表彰を受け、1977年（昭和52年）には勲六等宝冠章を受章した[4]。厚生大臣からも全国社会福祉協議会会長からも表彰を受けた[26]。1988年（昭和63年）に体調不良のために園長を退いて法人の顧問となり（法人認可は1976年）、心不全のため87歳で死去した[4]。

スクの長女と次女は結婚して別居し、保育事業には携わっていない。三女は誕生の2か月後に早世した。日出の後の園長職は、武司と日出の長男である大石徹（おおいし とおる）の妻の和江（かずえ）が4代目、徹が5代目、徹の死去の後に和枝が6代目を継いだ。2020年（令和2年）に、徹と和江の娘でスクの曾孫にあたる大石文（おおいし あや）が7代目の園長に就任して、令和期以降に至る。